# 格列布利亞 (佩列亞斯拉夫-赫梅利尼茨基區)
50°6′33″N 31°26′46″E / 50.10917°N 31.44611°E
赫雷布利亞（烏克蘭語：Гребля）是位於烏克蘭北部的村莊，由基辅州鲍里斯皮尔区的佩雷亞斯拉夫市鎮負責管轄。該村面積0.89平方公里，海拔高度91米，2001年人口170，人口密度每平方公里191人。